# اسفستان (قزوین)
اسفستان، روستایی از توابع بخش کوهین شهرستان قزوین در استان قزوین ایران است.

## جمعیت
این روستا در دهستان ایلات قاقازان غربی قرار دارد و بر اساس سرشماری مرکز آمار ایران در سال ۱۳۹۵، جمعیت آن ۱۷۰ نفر بوده‌است.

## پیشینه نام
نام کنونی روستا، طی دو مرحله با گذشت زمان تغییر کرده و به شکل کنونی درآمده است. مطابق با روایات پیشینیان، به دلیل وجود یک سنگ که تصویر کُرّه اسبی روی آن نقش بسته بوده و در مکانی که مقدس دانسته می‌شود و قدم‌گاه نام دارد، وجود داشته، نام روستا اسبِ پنهان بوده که با گذشت زمان به اسبستان و سپس به اسفستان تغییر کرده است. البته گفته می‌شود که سنگ نامبرده که تصویر کُرّه اسب روی آن بوده، توسط مزدورانی سرقت شده است.

## شورای اسلامی روستا
پس از سرشماری سال ۱۳۹۵، روستای اسفستان، واجد شرایط داشتن اعضای شورا در روستا شد و در انتخابات ششمین دورهٔ شوراهای اسلامی شهر و روستا همزمان با انتخابات سیزدهمین دوره ریاست‌جمهوری ایران(۱۴۰۰) در ۲۸ خرداد ۱۴۰۰، پس از اخذ رای در مسجد روستا، سه نفر دارای بیشترین آرا به عنوان شورای روستا انتخاب شدند. اسامی شورای روستا به ترتیب الفبای نام خانوادگی :
۱.حسن فلاح امینی
۲.عباس کشتکار ذوالقدر
۳.گلعلی کشتکار ذوالقدر

## روند پیشرفت
با انتخاب شورا برای روستا، با پیگیری‌های مکرر و مجدانه شوراها، عملیات لوله کشی برای گازرسانی به روستا در تابستان و پاییز سال ۱۳۹۷ به سرعت انجام شد.
از دیگر خدمات شورا، به پیگیری برای نام گذاری کوچه و خیابان ها و همچنین نصب پلاک برای منازل روستا می‌توان اشاره کرد که به نحو احسن توسط مسئولین زیربط انجام شد.

## مسجد
مسجد روستای اسفستان که پیشینه کهنی دارد، مسجد امام حسن مجتبی(ع) نام دارد که در سال ۱۳۹۶ با همت خیرین روستا، بازسازی شد و چهره‌ای نوین به خود گرفته است. در بازسازی این مکان مقدس، افزایش مساحت بخش آقایان و بانوان، نوسازی کامل کف، ستون‌ها، دیواره‌ها، سیستم برق، سیستم گرمایش، سرویس‌های بهداشتی، بهینه‌سازی آشپزخانه و... در دستور کار قرار گرفت و اجرا شد.

## شهدای روستا
روستای اسفستان، دو شهید بزرگوار را به میهن تقدیم کرده است.
۱. شهید عوض فلاح امینی (جنگ تحمیلی دهه ۶۰)
۲. شهید علیرضا کشتکار ذوالقدر(نیروی انتظامی جمهوری اسلامی ایران)